# La Lutte pour la vie
La Lutte pour la vie est un film français muet coréalisé par René Leprince et Ferdinand Zecca en 1914.

## Fiche technique
- Réalisation : René Leprince et Ferdinand Zecca
- Scénario : Pierre Decourcelle et René Leprince
- Société de production : Pathé Frères
- Format : Muet  - 35 mm - Noir et blanc et couleur - 1,33:1
- Durée : 69 minutes
- Date de sortie : 20 février 1914 en France

## Distribution
- René Alexandre : Jean Morin, un dessinateur industriel qui vit de nombreuses vicissitudes après avoir été renvoyé injustement par son patron
- Gabrielle Robinne : Claire Préval, la fille d'un industriel dont s'éprend Jean à Paris
- Gabriel Signoret : Jacques Préval, son père, un riche industriel qui embauche Jean à Paris
- Devalence : le père Migaut, un vieux fermier dont Jean sauve la vie
- Simone Mareix : la fille Migaut, la fille du fermier
- Louis Ravet : Migaut fils, le fils du fermier jaloux de Jean
- Carmen Deraisy : la mendiante dans le jardin public